# Janos Frecot
Janos Frecot (n. 30 martie 1937, Freidorf, Timiș, România) este un istoric de artă, curator, istoric de fotografie, autor și editor.

## Biografie
Frecot locuiește în Berlin din 1947. A urmat cursurile liceului iezuit Canisius-Kolleg. Are doi copii din prima căsătorie cu Barbara Frecot, născută Wollheim. De la pensionare locuiește în Bad Belzig.
În anii 1970 a fost secretar de departament și organizator de expoziții la Academia de Arte din Berlin. Între timp a lucrat și la Arhiva Bauhaus din Berlin. Frecot a fost fondatorul, la solicitarea lui Eberhard Roter, și șeful colecției fotografice a Landesmuseum Berlinische Galerie din 1978 până în 2002.
Pe 10 mai 2001, Janos Frecot a primit Crucea de Merit a Republicii Federale Germania.

## Colecția de cărți Frecot
Büchersammlung Frecot (în română: Colecția de cărți Frecot) este o colecție privată, pe tema reformei vieții, cu suprapuneri la Cercul Poeților Friedrichshagen. Este alcătuită din literatură gri care rar este colectată în biblioteci, astfel încât arhiva este considerată unică. Conține moșteniri ale familiei Fidus. Între timp, a fost achiziționată de Bibliotecile Universității Stanford ca Frecot Collection.

## Publicații (selecție)
Frecot a publicat peste 40 de cărți la edituri precum Schirmer, Anabas și Cantz, multe având ca temă Berlinul.
- Janos Frecot (Hrsg.): Erich Salomon, Mit Frack und Linse durch Politik und Gesellschaft. Photographien 1928–1938. Schirmer/Mosel, München 2004, ISBN: 3-8296-0032-1 (für die Berlinische Galerie).
- Janos Frecot, Johann Friedrich Geist, Diethart Kerbs, (Hrsg.): Fidus 1868–1948. Zur ästhetischen Praxis bürgerlicher Fluchtbewegungen. Hamburg 1997, Rogner &amp; Bernhard bei Zweitausendeins; ISBN: 3-8077-0359-4.

Recent, au apărut și lucrări despre Arno Schmidt:
- Arno Schmidt als Fotograf : Entwicklung eines Bildbewusstseins = Arno Schmidt, photographer. Hrsg. von Janos Frecot. Mit einer Vorbemerkung von Jan Philipp Reemtsma. Hatje Cantz, Ostfildern 2011, ISBN: 978-3-7757-3149-2.